# Port lotniczy Ryan’s Creek
Port lotniczy Ryan’s Creek (IATA: SZS, ICAO: NZRC) – mały port lotniczy położony na Wyspie Stewart, w południowej Nowej Zelandii.